# Miami Lakes
Miami Lakes ist eine Stadt im Miami-Dade County im US-Bundesstaat Florida mit 30.467 Einwohnern (Stand: 2020).

## Geographie
Miami Lakes liegt etwa 15 Kilometer nordwestlich von Miami. Angrenzende Kommunen sind Miami Gardens und Hialeah.

### Klima
Das Klima ist mild und warm mit einem leichten Wind von See. Statistisch regnet es in den Sommermonaten an durchschnittlich 30 % der Tage, wenn auch nur kurzfristig. Die höchsten Temperaturen sind im Mai bis Oktober, mit bis zu 31 °C. Die kältesten Monate von Dezember bis Februar mit durchschnittlich nur 12 °C. Schneefall ist in der Region nahezu unbekannt.

## Demographische Daten
Laut der Volkszählung 2010 verteilten sich die damaligen 29.361 Einwohner auf 10.698 Haushalte. Die Bevölkerungsdichte lag bei 1906,6 Einw./km². 91,7 % der Bevölkerung bezeichneten sich als Weiße, 3,3 % als Afroamerikaner, 0,1 % als Indianer und 1,5 % als Asian Americans. 1,8 % gaben die Angehörigkeit zu einer anderen Ethnie und 1,6 % zu mehreren Ethnien an. 81,1 % der Bevölkerung bestand aus Hispanics oder Latinos.
Im Jahr 2010 lebten in 93,5 % aller Haushalte Kinder unter 18 Jahren sowie 27,2 % aller Haushalte Personen mit mindestens 65 Jahren. 75,3 % der Haushalte waren Familienhaushalte (bestehend aus verheirateten Paaren mit oder ohne Nachkommen bzw. einem Elternteil mit Nachkomme). Die durchschnittliche Größe eines Haushalts lag bei 2,86 Personen und die durchschnittliche Familiengröße bei 3,29 Personen.
25,7 % der Bevölkerung waren jünger als 20 Jahre, 26,2 % waren 20 bis 39 Jahre alt, 30,3 % waren 40 bis 59 Jahre alt und 17,9 % waren mindestens 60 Jahre alt. Das mittlere Alter betrug 39 Jahre. 47,2 % der Bevölkerung waren männlich und 52,8 % weiblich.
Das durchschnittliche Jahreseinkommen lag bei 63.794 $, dabei lebten 6,1 % der Bevölkerung unter der Armutsgrenze.
Im Jahr 2000 war Englisch die Muttersprache von 24,65 % der Bevölkerung, spanisch sprachen 72,41 % und 2,94 % hatten eine andere Muttersprache.

## Wirtschaft
Die hauptsächlichen Beschäftigungszweige sind: Ausbildung, Gesundheit und Soziales: (17,1 %), Handel/Einzelhandel: (12,8 %), Finanzen, Versicherungen und Immobilien: (12,1 %), Industrieproduktion: (10,1 %), Zukunftstechnologien, Management, Verwaltung: (13,3 %).

## Bildung

### Schulen
- Miami Lakes Middle School, ca. 1650 Schüler

### Weiterführende Bildungseinrichtungen
Weiterführende Bildungseinrichtungen im Umkreis von 50 km:
- Barry University in Miami Shores, ca. zwei km entfernt, etwa 5750 Studenten
- Miami-Dade College in Miami, ca. vierzehn km entfernt, etwa 25.300 Studenten
- Nova Southeastern University in Fort Lauderdale, ca. 20 km entfernt, etwa 2500 Studenten
- Art Institute of Fort Lauderdale in Fort Lauderdale, ca. 22 km entfernt, etwa 2500 Studenten
- Broward Community College in Fort Lauderdale, ca. 25 km entfernt, etwa 12.700 Studenten
- Keiser College in Fort Lauderdale, ca. 25 km entfernt, ca. 2800 Studenten
- University of Miami in Coral Gables, ca. 50 km entfernt, ca. 13.000 Studenten

## Kliniken
- Palmetto General Hospital in Hialeah
- Palm Springs General Hospital in Hialeah
- Souther Winds Hospital in Hialeah

## Parks und Sportmöglichkeiten
Es gibt ein breites Angebot von verschiedenen Stadtparks sowie mehrere sportliche Einrichtungen sowie Spielwiesen und Möglichkeiten zum Camping und Grillen. 

## Verkehr
Miami Lakes ist sehr verkehrsgünstig gelegen. Das Stadtgebiet wird von der Interstate 75 sowie von den Florida State Roads 823, 826 (Palmetto Expressway) und 924 (Gratigny Parkway, mautpflichtig) durchquert bzw. tangiert.
Unmittelbar östlich des Stadtgebiets liegt der nationale Opa-locka Executive Airport. Der Miami International Airport befindet sich 20 Kilometer südlich der Stadt.

## Kriminalität
Die Kriminalitätsrate lag im Jahr 2010 mit 222 Punkten (US-Durchschnitt: 266 Punkte) im durchschnittlichen Bereich.

## Söhne und Töchter der Stadt
- Vanilla Ice (* 1967), der erste kommerziell erfolgreiche weiße Rapper